# Danmarks fotbollslandslag i VM 1986
Danmarks fotbollslandslag i VM 1986
Danmarks fotbollslandslags VM-trupp till Mexiko 1986.

## Förbundskapten
- Sepp Piontek

## Spelare
| Målvakter   | Målvakter            | Målvakter                        |
| ----------- | -------------------- | -------------------------------- |
| 1           | Troels Rasmussen     | Aarhus Gymnastikforening af 1880 |
| 16          | Ole Qvist            | Kjøbenhavns Boldklub             |
| 22          | Lars Høgh            | Odense BK                        |
| Försvarare  |                      |                                  |
| 2           | John Sivebæk         | Manchester United FC             |
| 3           | Søren Busk           | MVV Maastricht                   |
| 4           | Morten Olsen         | RSC Anderlecht                   |
| 5           | Ivan Nielsen         | PSV Eindhovenkkk                 |
| 12          | Jens Jørn Bertelsen  | FC Aarau                         |
| 17          | Kent Nielsen         | Brøndby IF                       |
| 21          | Henrik Andersen      | RSC Anderlecht                   |
| Mittfältare |                      |                                  |
| 6           | Søren Lerby          | FC Bayern München                |
| 7           | Jan Mølby            | Liverpool FC                     |
| 8           | Jesper Olsen         | Manchester United FC             |
| 11          | Michael Laudrup      | Juventus FC                      |
| 13          | Per Frimann          | RSC Anderlecht                   |
| 15          | Frank Arnesen        | PSV Eindhoven                    |
| 18          | Flemming Christensen | Lyngby BK                        |
| 20          | Jan Bartram          | Aarhus Gymnastikforening af 1880 |
| Anfallare   |                      |                                  |
| 9           | Klaus Berggreen      | Pisa Calcio                      |
| 10          | Preben Elkjær Larsen | Hellas Verona FC                 |
| 14          | Allan Simonsen       | Vejle BK                         |
| 19          | John Eriksen         | Feyenoord                        |